# André Gaboriaud
Pour les articles homonymes, voir Gaboriaud.
André Gaboriaud (1er mai 1895 à Gémozac - 23 novembre 1969 à Meschers) est un escrimeur français maniant le fleuret.

## Carrière
André Gaboriaud participe à l'épreuve collective de fleuret lors des Jeux olympiques d'été de 1928 à Amsterdam et remporte la médaille d'argent.